# Daniel Fignolé

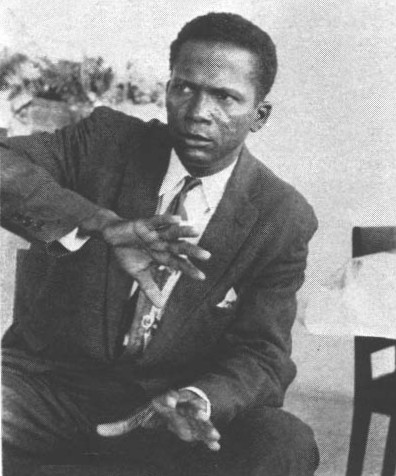
Daniel Fignolé (1957)

Pierre-Eustache Daniel Fignolé (* 11. November 1913 in Pestel; † 27. August 1986 in Port-au-Prince) war ein haitianischer Politiker und Präsident von Haiti.

## Biografie
Fignolé, der aus einer liberal eingestellten Familie stammte und dessen Großvater bereits Senator war,  war nach einem Studium als Lehrer tätig. Nach der Revolution vom Januar 1946 wurde er zum Mitglied der Abgeordnetenkammer (Chambre des Deputés) gewählt, der er bis 1957 angehörte. Aufgrund seines Alters konnte er bei der Präsidentschaftswahl 1946 noch nicht kandidieren. Von August bis Oktober 1946 war er als Erziehungsminister kurzzeitig Mitglied der Regierung von Dumarsais Estimé.
Als einer der ersten begann er mit der Organisation von Gewerkschaften in Haiti, wie dem Mouvement Ouvrier Paysan (Bewegung der Landarbeiter), die während der Revolution im Volksmund „The Steamroller“ (dt. Die Dampfwalze) genannt wurde. Im April 1947 war er Gründer des Syndicat des Ouvriers et Travailleurs (dt. etwa Gewerkschaft der Arbeiter und Werktätigen). Im März 1948 erfolgte dann die Gründung der Union National des Travailleurs Haitien.
Fignolé wurde nach dem Rücktritt von General Léon Cantave am 25. Mai 1957 Provisorischer Präsident von Haiti. Bereits drei Wochen später wurde er am 14. Juni 1957 durch General Antonio Thrasybule Kebreau abgelöst.
Anschließend verließ er Haiti und ging ins Exil in die USA, wo er zeitweise in New York lebte und sich kritisch mit der politischen Situation in Haiti besonders nach dem Beginn der Diktatur von François Duvalier auseinandersetzte, den er noch aus der gemeinsamen Zeit in der Bewegung der Landarbeiter (MOP) kannte. Erst nach dem Sturz von Duvaliers Sohn Jean-Claude Duvalier im Februar 1986 kehrte er nach Haiti zurück, wo er wenige Monate darauf verstarb.